# 김애란 (배우)
김애란(1971년 8월 15일 ~ )은 대한민국의 배우이며, 1996년 KBS 18기 공채 탤런트로 선발됨과 동시에 데뷔했다.

## 학력
- 신경여자상업고등학교
- 동국대학교 연극영화학과 학사(93학번)
- 동국대학교 대학원 연극영화학과 석사과정 수료

## 출연 작품

### 영화
- 《엠피쓰리 파일즈》 (2002년)
- 《리베라 메》 (2000년) - 선아 역

### 드라마
- 《여왕의 집》 (2025년, KBS2) - 정윤희 역
- 《사이코패스 여순정》 (2025년, 펄스픽)
- 《조선 변호사》 (2023년, MBC) - 대왕대비 역
- 《미스 몬테크리스토》 (2021년, KBS2) - 박봉숙 역
- 《장영실》 (2016년, KBS1) - 은월 역
- 《KBS 드라마 스페셜 연작 시리즈 - SOS - 우리 학교를 구해줘》 (2012년, KBS2) - 한선숙 역
- 《수상한 삼형제》 (2009년, KBS2) - 태연희 역
- 《조강지처 클럽》 (2007년, SBS) - 주선해 역
- 《구미호 외전》 (2004년, KBS2)
- 《스크린》 (2003년, SBS)
- 《무인시대》 (2003년, KBS1)
- 《여고 동창생》 (2002년, KBS2)
- 《부부클리닉 사랑과 전쟁》 (2002년~2008년, KBS2)
- 《여자는 왜?》 (2001년, KBS2)
- 《동양극장》 (2001년, KBS2) - 지경순 역
- 《새엄마》 (2001년, KBS2) - 지숙 역
- 《모정의 강》 (1997년, KBS1)
- 《대추나무 사랑걸렸네》 (1997년, KBS1)